# Nestor von Schlözer

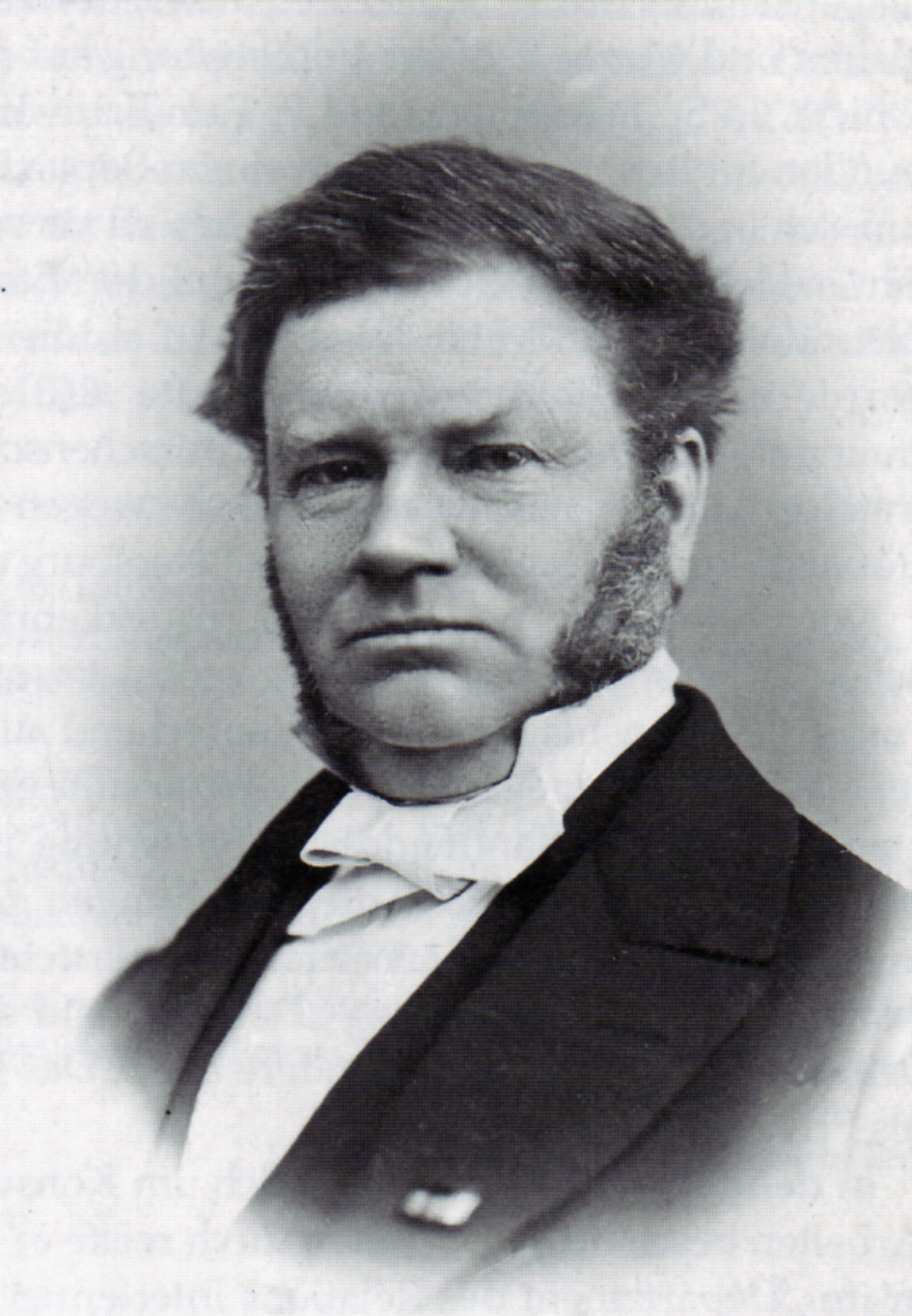
Nestor von Schlözer; Fotografie von Hermann Linde

August Ludwig Nestor von Schlözer (* 18. Juli 1808 in Lübeck; † 18. Februar 1899 in Dresden) war kaiserlich russischer Konsul in Stettin.

## Leben
Schlözer wurde 1808 als Sohn des späteren russischen Generalkonsuls in Lübeck Karl von Schlözer geboren und von diesem nach dem russischen Heiligen Nestor von Kiew, dem Verfasser der Nestorchronik benannt. Diese Chronik hatte sein Großvater August Ludwig von Schlözer herausgegeben. Dorothea Schlözer war seine Tante, Kurd von Schlözer sein Bruder.
Er besuchte das Gymnasium Katharineum zu Lübeck, wo er statt Unterricht in Griechisch Privatunterricht in Russisch erhielt. Bereits 1815 von Zar Alexander I. (Russland) zum Aktuar im St. Petersburger „Collège des Affaires Etrangères“ ernannt, wurde er später seinem Vater als Attaché beigegeben. Mehrfach hielt er sich zu Ausbildungs- und zu Dienstzwecken in Russland auf, vor allem in St. Petersburg.
1844 wurde er zum beamteten russischen Konsul in Stettin ernannt, das durch die Eröffnung der Berlin-Stettiner Eisenbahn und einer Dampfschifffahrtslinie nach St. Petersburg neue Bedeutung für den Handel und Verkehr Russlands mit Preußen erhalten hatte. Hier war er eng mit Carl Loewe befreundet.
Nach dem Ende der Stettiner Schifffahrtslinie durch die Eröffnung der Eisenbahnlinie Berlin-St. Petersburg im Jahre 1859 ließ sich Schlözer pensionieren. Er erwarb das Gut Rothensande am Kellersee bei Malente als Sitz seiner Familie. 1875 zog er mit seiner zweiten Frau nach Dresden.

## Familie
Schlözer war zweimal verheiratet. Seine erste Frau, Dorothea Marc (* 1816), die er 1837 geheiratet hatte, starb schon 1846. Aus dieser Ehe stammen zwei Töchter und drei Söhne, darunter Karl Nestor (1839–1906), der später Kaiserlich Russischer Staatsrat in Witebsk wurde.
In zweiter Ehe heiratete Nestor von Schlözer 1852 in Blankenburg die Malerin Luise Freiin von Meyern-Hohenberg (1823–1907). Aus dieser Ehe stammen zwei Söhne, Karl (1854–1916), Diplomat und Schriftsteller, sowie Leopold (1859–1946), Major und Schriftsteller. Schlözer engagierte Wilhelm Wisser als ihren Hauslehrer. 1873 wurden diese Söhne auf seinen Antrag aus dem russischen Untertanenverhältnis entlassen.

## Auszeichnungen
- Kaiserlich Russischer Orden der Heiligen Anna, 2. Klasse, vor 1857
- Preußischer Roter Adlerorden, 2. Klasse, 1857
- Titel Kaiserlich Russischer Wirklicher Staatsrat, 1859

## Schriften
- Das Pskowische Höhlenkloster. Lübeck 1822
- Karl von Schlözer. Eine Lebensskizze. Stettin 1859